# قوقريال
قوقريال (بالإنجليزية: Gogrial)‏ هي مدينة من مدن جنوب السودان. يبلغ عدد سكانها 44600 نسمة وذلك حسب إحصائيات سنة 2011. يبلغ ارتفاع المدينة عن سطح البحر قرابة 397 متر.